# نورمن وودلند
نورمن جوزف وودلند (به انگلیسی: Norman Joseph Woodland؛ ۶ سپتامبر ۱۹۲۱ - ۹ دسامبر ۲۰۱۲) یک مهندس مکانیک بود که در کنار برنارد سیلور با عنوان مخترع بارکد شناخته می‌شود. اختراع او که توانست فرایند خرید و فروش را سرعت ببخشد و موجب صرفه جویی میلیون‌ها ساعت در زمان خریداران و فروشندگان شود در اکتبر ۱۹۵۲ در اداره اختراعات آمریکا با شماره ۲٬۶۱۲٬۹۹۴ به ثبت رسید.